# 證券市場
证券市场是指股票、债券、投资基金和其它有价证券发行和交易的场所，它由股票市场、债券市场、基金市场和其它金融衍生品市场组成。

## 层次

### 一级市场
一级市场又被称为初级市场、发行市场，是企业筹措新资金的市场。通常此市场无固定的发行时间与地点，属于无形的市场，依发行目的不同，其发行方式也有所不同。

### 二级市场
二级市场也被称为次级市场、流通市场、交易市场，是已发行的证券通过买卖交易实现流通转让的市场。

## 组成

### 股票市场
股票市场是股票发行和交易的场所。

### 债券市场
债券市场是债券发行、买卖、交易的场所。

### 基金市场
基金市场是基金份额发行和流通的市场。

### 金融衍生品市场
金融衍生品市场是金融衍生品发行和交易的市场。